# Jon Cintado Arteche
Jon Andoni Cintado Arteche (11 de marzo de 1999) es un deportista español que compite en taekwondo. Ganó una medalla de plata en el Campeonato Mundial de Taekwondo de 2022, en la categoría de –80 kg.

## Palmarés internacional
| Campeonato Mundial | Campeonato Mundial   | Campeonato Mundial | Campeonato Mundial |
| Año                | Lugar                | Medalla            | Categoría          |
| ------------------ | -------------------- | ------------------ | ------------------ |
| 2022               | Guadalajara (México) | Medalla de plata   | –80 kg             |